# Martin Fogt
Martin Fogt (* 1955 in München) ist ein deutscher Radiosprecher und Hörfunkautor, Sänger und Musikwissenschaftler.

## Leben
Martin Fogt wurde 1955 in München geboren, wo er auch seine Kindheit und Jugend verbrachte. 1976 erlangte er sein Abitur am Wittelsbacher-Gymnasium. Anschließend studierte er Gesang an der Musikhochschule München bei Margot Gerdes und erhielt 1981 das Diplom als staatlich geprüfter Musiklehrer. Beim Bayerischen Rundfunk erhielt er 1978–1979 seine Sprecherausbildung. 
Ein Aufbaustudium in Musikpädagogik folgte 1981 bis 1983 bei Josef Zilch. Dann absolvierte er ein Aufbaustudium in Opernregie bei August Everding und versah 1985 eine Regie-Hospitanz an der Bayerischen Staatsoper. Von der Musikhochschule München wechselte Fogt 1985 an die Universitäten München und Augsburg. Dort studierte er unter anderem Musikwissenschaft und Kunstgeschichte. Seine Doktorarbeit zum Gesang in der Lehrerbildung im Bayern des 19. Jahrhunderts hat er 2010 vorgelegt.
Seit 1985 ist Martin Fogt als Sprecher beim Bayerischen Rundfunk tätig. Zuerst war er freier Mitarbeiter als Rundfunksprecher, seit 1985 ist er fest angestellt. Er wirkt als Moderator, versieht Regieaufgaben, betreut eigene Sendereihen und Produktionen und erteilt Sprechschulung für die Rundfunkmitarbeitenden.
Am Lehrstuhl für Musikpädagogik der Universität Augsburg hat Martin Fogt seit 1981 einen Lehrauftrag für Gesang, Stimmbildung, Stimmkunde und Sprecherziehung, 2000 bis 2007 war er dort Dozent auch in Musikgeschichte. Er unterrichtet Stimmschulung auch für angehende Gymnasiallehrkräfte, beim Bayerischen Lehrer- und Lehrerinnenverband BLLV, für die Katholische Erziehergemeinschaft und innerhalb der Hanns-Seidel-Stiftung.
Als Sänger und Sprecher arbeitet Fogt in den Bereichen Lied, Oratorium, Melodram und Popularmusik. Er gestaltet Konzertprogramme und CD-Aufnahmen beispielsweise zusammen mit der Harfenistin Silke Aichhorn.

## Auszeichnungen
- 2010 Förderpreis des Bezirkstags Schwaben (für die Dissertation)[3]

## Werke

### Druckwerke
- Lehrerbiographien als Spiegel der Entwicklung des Berufsstandes im 19. Jahrhundert. In: Rudolf-Dieter Kraemer (Hrsg.): Musikpädagogische Biographieforschung. Musikpädagogische Forschung, Band 18. Blaue Eule, Essen 1997. S. 218–239.[4]
- Musizieren in den Lehrerbildungsstätten im Bayern des 19. Jahrhunderts. In: Andreas C. Lehmann, Martin Weber (Hrsg.): Musizieren innerhalb und außerhalb der Schule. Musikpädagogische Forschung, Band 29. Blaue Eule, Essen 2008.[5]
- Gesang in der Lehrerbildung im Bayern des 19. Jahrhunderts. Dissertation. Universität Augsburg 2010.[6]
- Vom Kampf der Bravos gegen die gedungenen Lungen. Ein Streiflicht zur Anatomie des Beifalls. In: Martin D. Loritz, Andreas Becker, Daniel Mark Eberhard, Martin Fogt, Clemens M. Schlegel (Hrsg.): Musik – Pädagogisch – Gedacht. Reflexionen, Forschungs- und Praxisfelder. Festschrift für Rudolf-Dieter Kraemer zum 65. Geburtstag. Forum Musikpädagogik Band 100, Augsburger Schriften. Wißner, Augsburg 2011.
- Till Eulenspiegel – Ein Kinderkonzert. Mit Musik von Richard Strauss (arrangiert für Sprecher, Bariton und Kammerensemble) und Eulenspiegel-Liedern und Stücken von Franz-David Baumann. Textbearbeitung und Einrichtung von Martin Fogt. C.F.Peters Musikverlag.[7][8]

### CD-Aufnahmen
- Das Mädchen mit den Schwefelhölzchen – Literatur und Musik zum Advent. Mit Texten von Hans-Christian Andersen, Joachim Ringelnatz, Marie-Luise Kaschnitz, Heinrich Böll, Arnim Juhre, Henry Slesar und Hans Werner Bartsch. Martin Fogt, Rezitation; Silke Aichhorn, Harfe. Oberon 1999.
- Denn es will Abend werden. Reflexionen zu Abschied und Ewigkeit. Mit Texten von Michelangelo Buonarotti, Andreas Gryphius, Wolfgang Amadé Mozart, Ludwig Uhland, Joseph von Eichendorff, Hermann Hesse, Kurt Tucholsky, Kurt Kusenberg, Eugène Ionesco, Ingeborg Bachmann, Dorothee Sölle, Sarah Kirsch und John O’Donohue. Martin Fogt, Rezitation; Silke Aichhorn, Harfe. Cantate Musicaphon, Kassel 2002.

### Radio-Feuilletons fürBR-Klassik
- Musik an der Grenze des Lebens – Karel Berman. (1989)
- Musik der inneren Emigration – Der Komponist Petr Eben. (1991)
- Erzherzog Rudolph als Komponist. (1991)
- „Er ist dem Wolfgang sein wahrer Freind“ – Ein Porträt des Komponisten Josef Mysliveček. (1993)
- „Brundibár war ein Symbol“ – Zum 50. Todestag von Hans Krása. (1994)
- Tanz unter dem Galgen – Musik aus Theresienstadt. (1994)
- Der unterschätzte Komponist – Franz von Suppé zum 100. Geburtstag. (1995)
- Zur Anatomie des Beifalls. (1995)
- Der jüdische Friedhof in Prag. (1996)
- Das Bild des romantischen Genies – Gideon Klein. (1997)
- Auf Mozarts Spuren durch Prag. (1998)
- Die Vorausnahme als konstitutives Element in den Werken der geächteten Bach–Söhne. (1999)
- Ein Winter auf Mallorca – Frédéric Chopin und George Sand. (2000)
- Der Mann, der die Pfeifen tanzen lässt – Peter Planyavsky, der Organist des Wiener Stephansdoms. (2001)
- Claqueurein der Musik. (20. Februar 2010)
- Brand des Münchner Hof- und Nationaltheaters. (15. Januar 2011)